# .la
.la ist die länderspezifische Top-Level-Domain (ccTLD) von Laos. Sie wurde am 14. Mai 1996 eingeführt und wird vom Lao National Internet Committee innerhalb des Ministeriums für Post und Telekommunikation verwaltet. Zuvor lag die Verwaltung in den Händen des Londoner Unternehmens CentralNIC, das die Top-Level-Domain hauptsächlich als Abkürzung für Los Angeles vermarktete. Im Jahr 2011 forderte das Ministerium jedoch, .la wieder für Laos selbst zu verwenden.

## Eigenschaften
Domains werden ausschließlich auf zweiter Ebene registriert und können zwischen zwei und 63 Zeichen lang sein. Jede natürliche oder juristische Person darf eine .la-Domain anmelden, ein Wohnsitz oder eine Niederlassung in Laos sind nicht erforderlich. Dennoch spielt die Endung im internationalen Vergleich kaum eine Rolle und wird auf Plattformen wie Sedo kaum gehandelt. Die teuerste jemals bekannt gewordene Transaktion betraf die Adresse business.la, die 2008 für 17.500 US-Dollar verkauft wurde.